# تاج توخالی (مجموعه تلویزیونی)
تاج تو خالی (به انگلیسی :The hollow crown) یک مینی سریال ۷ قسمتی ساختهٔ کشور انگلستان است. داستان سریال با موضوع مبارزات قدرت، رستگاری، خانواده و خیانت در زمان پادشاهان ریچارد دوم، هنری چهارم و پنجم می‌باشد که در هر قسمت به یک پادشاه پرداخته شده‌است.
این سریال اقتباسی از نمایش نامه‌های ریچارد سوم و هنری پنجم شکسپیر است.

## قسمت‌ها

### فصل ۱
- اپیزود یک: ریچارد دوم
- اپیزود دو: هنری چهارم، بخش اول
- اپیزود سه: هنری چهارم، بخش دوم
- اپیزود چهار: هنری پنجم

### فصل ۲
- اپیزود یک: هنری ششم، بخش اول
- اپیزود دو: هنری ششم، بخش دوم
- اپیزود سه: ریچارد سوم